# Lac Holden
Le lac Holden est un plan d'eau traversé par la rivière des Outaouais laquelle délimite la frontière entre le Québec et l'Ontario, au Canada.

## Géographie
Ce plan d'eau est situé au sud-est du Lac la Cave, au nord-ouest de la municipalité de Rapides-des-Joachims et à 70 km à l'est de la ville ontarienne de North Bay.
Les principaux affluents du lac Holden sont :
- côté nord-est (Québec) : (à partir de l'aval) rivière Dumoine, petite rivière à l'Ours (Témiscamingue), rivière à l'Ours (Témiscamingue), petit ruisseau Hanwell, ruisseau Mill, rivière Maganasipi, ruisseau Chevrier, crique Pill, ruisseau Edwards ;
- côté sud-ouest (Ontario) : (à partir de l'aval) Colton creek Harvey creek, Findlay creek, Mackey creek, Conway Creek, Henry creek, décharge du lac Pichette, Gants creek, décharge du lac McSourley, décharge du lac Adélard, Maraboo creek, Lafortune creek, Bassett creek, Gibson creek, Deux rivières creek, Barbut creek, Aumond creek, Bastien creek, rivière Mattawa, Antoine creek.

## Histoire
Vers 1950, un barrage est construit à Rapides-des-Joachims, sur la rivière des Outaouais. Le niveau de l'eau s'élève alors et se forme un lac long de 84 km et large de près de 3 km. Délimité au nord-ouest par le "lac la Cave" et à l'est par le lac McConnell, il reçoit le trop-plein de plusieurs cours d'eau, dont la rivière Dumoine, la Maganasipi, la rivière à l'Ours (Témiscamingue) et la Petite rivière à l'Ours (Témiscamingue).

## Toponymie
Après de longues et parfois difficiles discussions entre les autorités canadiennes et québécoises sur le nom à retenir pour l'entité nouvellement créée, on choisit de rendre hommage à l'ingénieur Otto Holden (1891-1966). Né à Toronto, en Ontario, il fait des études en hydraulique à l'université de cette ville et entre à la Commission ontarienne d'hydroélectricité en 1913. Assistant-ingénieur en hydraulique en 1924, ingénieur en chef dans ce domaine en 1937, il devient ingénieur en chef de la Commission en 1955 et conserve ce poste jusqu'à sa retraite, en 1960. Pendant sa longue carrière, il met en œuvre plusieurs projets hydroélectriques, dont celui de la chute des Chats, premier développement interprovincial de la rivière des Outaouais.
Le toponyme "Lac Holden" a été officialisé le 5 décembre 1968 à la Commission de toponymie du Québec.